# Сунь Цзы (математик)
Это статья о китайском математике Сунь Цзы. Об одноимённом китайском стратеге и военачальнике см. Сунь Цзы.
Сунь Цзы (кит. трад. 孫子, упр. 孙子, пиньинь sūn  zǐ) — китайский математик и астроном, автор трактата «Сунь Цзы Суань Цзин» (кит. трад. 孫子算經, упр. 孙子算经, пиньинь sūnzǐ  suànjīng).
Время жизни известно лишь приблизительно: III—V века н. э.
Занимаясь разработкой календаря, он открыл утверждение, известное как китайская теорема об остатках.